# Austral Salon

L’Austral Salon of Music, Literature and the Fine Arts (« Salon austral de la musique, de la littérature et des beaux-arts »), également connu sous sa forme courte Austral Salon, est un club créé en 1890 pour les femmes intéressées par les beaux-arts à Melbourne, en Australie.

## Histoire
Le Salon Austral a été fondé en janvier 1890 par des femmes journalistes dirigées par Mary Hirst Browne, comme lieu de rencontre pour les femmes écrivains,,,,,. La comtesse de Hopetoun (en), épouse du gouverneur victorien, plus tard premier gouverneur général de l'Australie, fut le premier mécène du Salon,. La journaliste irlandaise Agnes G. Murphy (en),, la poète anglo-australienne Ada Cambridge et la journaliste australienne Catherine Hay Thomson (en) ont été parmi les fondatrices du Salon Austral.
Le club était à l'origine situé au 115-119 Collins Street, Melbourne dans l'Austral Building (en).

## Activités
Avant l'ouverture du Conservatoire de musique de Melbourne, le Club Austral aidait les musiciens en herbe. Des artistes comme Ada Crossley (en), Amy Eliza Castles (en), Florence Austral, Marjorie Lawrence et Nellie Melba se sont produites au Salon Austral.
Le Salon a été l'un des quatre premiers groupes à s'affilier au National Council of Women of Victoria (« Conseil national des femmes de Victoria ») en 1902.
Le Salon continue comme The Austral Salon of Music, une société de Melbourne engagée à encourager les jeunes musiciens qui tient régulièrement des récitals à l'église St Peters, East Melbourne,.
D'autres événements y sont organisés, comme des expositions d'arts plastiques, où l'on a pu y voir Hilda Rix Nicholas et sa famille.